# Haus Backum
Haus Backum (auch Backem) ist ein abgegangener Rittersitz in der Hertener Bauerschaft Backum, ehemals Kirchspiel Recklinghausen.

## Geschichte
Der Name Backum bzw. Backem leitet sich von Bacheim (1150) ab. Die Haus wiederum war namensgebend für das Geschlecht der Herren von Backum, die bereits ab dem 14. Jahrhundert erscheinen, etwa mit dem Recklinghäuser Schöffen Gerlach genannt von Bachem (1309).
Das Haus blieb bis Mitte des 15. Jahrhunderts in Händen der Familie. 1460 verkaufte Diederich von Backem zu Haus Leythe zusammen mit seiner Frau Styne das Gut zu Backem mit all seinem Zubehör an Johann von Sevendair (Sevenar), dessen Nachkommen Mitte des 16. Jahrhunderts Schöffen in Recklinghausen waren.
An Backum bzw. die Familie von Backum erinnert heute die Backemstraße in Gelsenkirchen-Erle.